# دانشکده داروسازی تبریز
دانشکده داروسازی دانشگاه علوم پزشکی تبریز یکی از دانشکده‌های داروسازی ایران وابسته به دانشگاه علوم پزشکی تبریز در تبریز است.

## تاریخچه
دانشکده داروسازی تبریز در سال ۱۳۴۵ بنیانگذاری شد. هم‌اکنون ریاست این دانشکده را دکتر خسرو ادیب کیا برعهده دارد.

## رؤسا پیشین دانشکده
1. جناب آقای دکتر اسماعیل انگجی
2. جناب آقای دکتر سید جمال الدین افقهی
3. جناب آقای دکتر سلطانعلی محبوب
4. جناب آقای دکتر غلام حسین کشاورزی
5. جناب آقای دکتر جواد فرید
6. جناب آقای دکتر فریدون بخت آور
7. جناب آقای دکتر علیرضا گرجانی
8. جناب آقای دکتر محمدحسین زرین تن
9. جناب آقای دکتر جلال حنایی
10. جناب آقای دکتر محمدرضا سیاهی(بار اول)
11. جناب آقای دکتر یوسف جوادزاده
12. سرکار خانم دکتر نسرین مالکی دیزجی
13. جناب آقای دکتر محمدرضا سیاهی(بار دوم)
14. سرکار خانم دکتر پروین ذاکری میلانی
15. جناب آقای دکتر خسرو ادیب کیا
16. جناب آقای دکتر سیاوش دستمالچی(ریاست کنونی)